# Pierre Spies

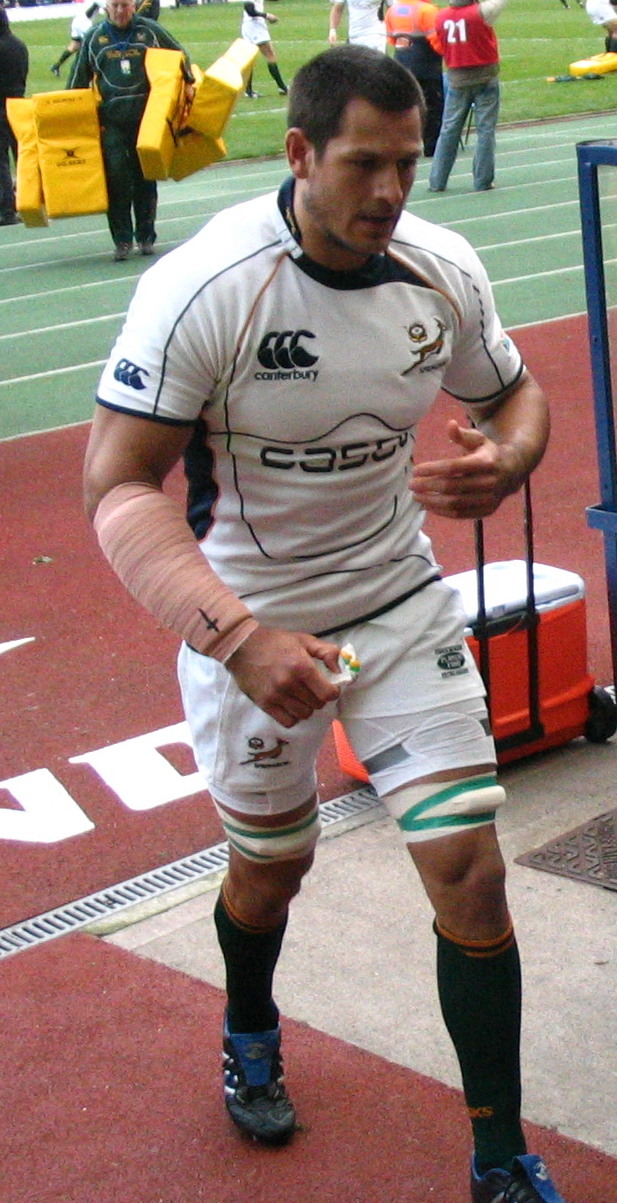
Pierre Spies

Pierre Johan Spies, född 8 juni 1985 i Pretoria, är en sydafrikansk rugbyspelare. Han spelar som nummer 8 och har spelat i ligan Super Rugby den mesta delen av sin karriär för laget Rut Bull. Han spelade även för Sydafrikas landslag mellan 2006 och 2013.